# Francesc Domingo i Segura
Francesc Domingo i Segura (Sants, 1893 - São Paulo, 1974) fou un pintor i gravador català, vinculat a la segona generació del noucentisme.

## Biografia
Va estudiar a l'Escola de Bells Oficis de la Mancomunitat de Barcelona. Fou un dels membres fundadors de l'Agrupació Courbet.
Durant la dècada dels anys 20 visqué a París i a Bretanya, per retornar a Barcelona el 1931, on estigué fortament vinculat a l'activitat cultural de la ciutat durant la guerra civil.
El 1951 marxà a viure a Buenos Aires i més endavant a São Paulo, on va impartir classes de gravat a l'escola de Belles Arts, obrí una galeria d'art i fundà el Grupo Bisonte.
Durant aquests anys realitzà exposicions per Europa, Amèrica del Sud i els Estats Units.
La seva obra Els Jugadors es pot veure al Museu Nacional d'Art de Catalunya.
Altres obres es poden veure a la Biblioteca Museu Víctor Balaguer, al Museu Abelló de Mollet del Vallès, a la Galeria de Catalans Il·lustres (Retrat d'Antoni Gaudí, 1967).
L'any 2008, es va fer una exposició itinerant pels Museus de la Diputació de la seva obra d'avantguarda, comissariada per Natàlia Barenys, que en va escriure el llibre El plasticisme espiritual de Francesc Domingo Arxivat 2022-09-30 a Wayback Machine., ed. Mediterrània, Barcelona, 2008.